# Sidse Babett Knudsen
Sidse Babett Knudsen (Copenhaga, 22 de novembro de 1968) é uma atriz dinamarquesa.
Tornou-se internacionalmente reconhecida após interpretar a personagem Birgitte Nyborg na premiada série de TV dinamarquesa Borgen, onde interpretou uma hábil política de centro-esquerda eleita primeira-ministra da Dinamarca. Esta atuação rendeu-lhe vários prêmios internacionais.